# گردهارد مایر
گردهارد مایر (آلمانی: Gerhard Mayer؛ زادهٔ ۲۰ مهٔ ۱۹۸۰) پرتاب‌گر دیسک اهل اتریش است.